# Ziegfeld Girl (phim)
Ziegfeld Girl là một bộ phim âm nhạc Mỹ năm 1941, với các diễn viên chính James Stewart, Judy Garland, Hedy Lamarr, và Lana Turner cùng với Tony Martin, Jackie Cooper, và Eve Arden. Phát hành bởi MGM, bộ phim được đạo diễn bởi Robert Z. Leonard.
Lấy bối cảnh thập niên 20, bộ phim nói về câu chuyện song song giữa 3 người phụ nữ ở sân khấu Broadway. Đây được xem như phần tiếp theo của bộ phim năm 1936 The Great Ziegfeld và cũng có một số sự liên hệ với bộ phim trước đó.